# Solenoceridae
Solenoceridae is een familie van kreeftachtigen uit de klasse van de Malacostraca (hogere kreeftachtigen).

## Geslacht
- Cryptopenaeus de Freitas, 1979
- Gordonella Tirmizi, 1960
- Hadropenaeus Pérez Farfante, 1977
- Haliporoides Stebbing, 1914
- Haliporus Spence Bate, 1881
- Hymenopenaeus Smith, 1882
- Maximiliaeus Chan, 2012
- Mesopenaeus Pérez Farfante, 1977
- Pleoticus Spence Bate, 1888
- Solenocera Lucas, 1849